# Ourea
En la mitología griega, los Ourea (en griego antiguo Oὔρεα, Úrea; Montes en latín) eran las personificaciones masculinas de las «Montañas». El sustantivo pertenece, en la poesía, al dialecto jónico, y deriva de οὔρος (oúros) u ὄρος (óros), «montaña, monte, colina».  

## En Hesíodo
Los ourea, como colectivo, sólo son mencionados en una fuente, la Teogonía, en donde se dice que eran descendientes de Gea, la Tierra, y hermanos de Urano (el Cielo) y Ponto (el Mar); una suerte de deidades primordiales. Las montañas eran representadas de vez en cuando en el arte clásico como ancianos barbudos subidos a las cimas de sus respectivos picos. Hesíodo no los individualiza ni los cita por sus nombres, solo los menciona como un colectivo:
«Gea alumbró primero al estrellado Urano con sus mismas proporciones, para que la contuviera por todas partes y poder ser así sede siempre segura para los felices dioses. También dio a luz a las grandes Montañas, deliciosa morada de diosas, las ninfas que habitan en los boscosos montes. Ella igualmente parió al estéril piélago de agitadas olas, el Ponto, sin mediar el grato comercio».

## Los montes en la mitografía
Apolonio los incluye en su narración cosmogónica aunque en calidad de elementos inertes:
«Cantaba cómo la tierra, el cielo y el mar, otrora confundidos entre sí en una forma única, a consecuencia de una discordia funesta se disgregaron cada uno por su lado; y cómo fijada para siempre en el éter tienen su demarcación los astros y los caminos de la luna y del sol; y los montes cómo surgieron y cómo nacieron los ríos sonoros con sus propias ninfas y todos los animales».
Ovidio cita un catálogo de montes célebres, heridos por el fuego que arrojaba Tifón:
«Los bosques arden al mismo tiempo que los montes, arde el Atos y el Tauro de Cilicia, el Tmolo y el Eta, y el Ida entonces seco, antes muy abundante de fuentes, y el Helicón de las doncellas, y el Hemo, aún no de Eagro. Arde el Etna con doble incendio que no conoce límites, y el Parnaso de dos cimas, y el Érix, el Cinto y el Otris, y el Ródope, que por fin se quedará sin nieve, y el Mimante, el Díndimo, el Mícale, y el Citerón, destinado a los ritos sagrados. Y no protegen a Escitia sus fríos; el Cáucaso arde, y el Osa con el Pindo, y el Olimpo, mayor que los dos anteriores, y los aéreos Alpes, y Apenino, cubierto de nubes».
Ovidio, de la misma manera, dice que Medea invocó a las fuerzas primordiales para comandar su magia:
«Noche, fidelísima guardiana de secretos, astros dorados que en compañía de la luna sucedéis a los fuegos diurnos, y tú, triple Hécate, que acudes como cómplice de nuestros proyectos y eres auxiliar del encantamiento y del arte de los magos, y tú, Tierra,  que dotas de poderosas hierbas a los magos; brisas, vientos, montes, ríos, lagos, dioses todos de los bosques (di omnes nemorum), dioses todos de la noche, ¡asistidme!».

## Ourosindividuales
Esta vez Ovidio nos habla de Tmolo, quien servía de árbitro en un certamen entre los dioses Pan y Apolo, ante el rey Midas:
«Los riscos del Tmolo, escarpados y anchos y altos, mirando a través del mar, a un lado caen a Sardes, al otro alcanzan su fin en la pequeña Hipepa. Allí Pan cantaba sus canciones, alardeando entre las gentiles ninfas, y tocaba ligeros aires con su caña, y se atrevía a presumir de que la música de Apolo era la segunda después de la suya, ensayando con el viejo Tmolus como juez en una contienda desigual. En la cima de su montaña estaba sentado el juez; de sus orejas liberó a los árboles del bosque; sólo una corona de roble bordeaba sus verdes cabellos, con bellotas colgando alrededor de sus sienes huecas. Entonces, mirando hacia el pastor divino, dijo: ‘El juez atiende’. Entonces Pan tocó música con sus rústicas cañas y, con su rústico canto, cautivó al rey. Midas estaba allí por casualidad. Hacia Febo, la tumba más próxima, se dirigió Tmolo y, mientras se dirigía, su franja de árboles se dirigió también. Con un toque experto pulsó las cuerdas y, conquistado por los acordes tan dulces, el viejo Tmolo ordenó a la caña que se inclinara hacia la lira. El juicio y el premio del monte divino complacieron a todos los que lo oyeron».
Corina dice que el Citerón y el Helicón compitieron en un certamen de canto:
«Esa fue su canción [la de Citerón]; y al instante las Musas instruyeron a los bienaventurados para que pusieran sus piedras secretas de votación en las urnas de oro brillante; y todos se levantaron juntos, y Citerón ganó el mayor número; y Hermes proclamó prontamente con un grito que había obtenido su deseada victoria, y los bienaventurados lo adornaron con guirnaldas de abetos, y su corazón se regocijó; pero el otro, Helicón, atenazado por una cruel angustia, arrancó una roca lisa, y la montaña se estremeció; y gimiendo lastimosamente la estrelló desde lo alto en diez mil piedras».
Teócrito hacer sonreír al Olimpo con el nacimiento de Hermes:
«También se inclinan sobre la madre de Hermes que yace en su lecho. Pero él, deshaciéndose de los pañales, se pone ya a andar y se aleja del Olimpo. El monte se alegra con su presencia —se ve su sonrisa, como la de un humano— y date cuenta de que el Olimpo está contento porque Hermes acaba de nacer allí».